# Julie Dibens
Julie Dibens (* 3. April 1975 in Salisbury als Julie Claire Ricketts) ist eine ehemalige britische Triathletin und Olympiastarterin (2004). Sie ist dreifache Weltmeisterin im Xterra-Cross-Triathlon (2007, 2008, 2009), Weltmeisterin auf der Triathlon-Halbdistanz (2009) und Ironman-Siegerin (2011).

## Werdegang
Seit 1991 bestritt Julie Ricketts Schwimmwettkämpfe für Großbritannien und 1997 begann sie mit dem Triathlon.
2000 heiratete sie Michael Dibens und startete seitdem als Julie Dibens.

### Olympische Sommerspiele 2004
Bei der Europameisterschaft 2000 wurde sie Dritte auf der Triathlon-Kurzdistanz und bei den Olympischen Sommerspielen 2004 in Athen belegte sie im August den 30. Rang.

### Siegerin Ironman 70.3 World Championships 2009
2009 gewann Julie Dibens die Ironman 70.3 World Championship. Dabei erreichte sie als erste Frau eine Zeit unter vier Stunden auf dieser Distanz.
Im Cross-Triathlon schaffte Dibens 2009 ihren dritten Weltmeistertitel in Folge (Xterra-Weltmeisterschaft) und sie wurde 2010 nochmals Vize-Weltmeisterin. Im Oktober 2010 wurde Dritte beim Ironman Hawaii (Ironman World Championship).

### Siegerin Ironman 2011
Im Juni 2011 konnte sie auch auf der Triathlon-Langdistanz (3,86 km Schwimmen, 180,2 km Radfahren und 42,195 km Laufen) mit neuem Streckenrekord den Ironman Coeur d’Alene gewinnen. Nach zweieinhalb Jahren Rennpause startete sie 2014 wieder erfolgreich im Triathlon auf der Mitteldistanz.
Julie Dibens hat ihre aktive Zeit als Triathlon-Profi beendet, sie lebt mit ihrem Mann in Boulder und ist als Trainerin aktiv.

## Sportliche Erfolge
| Datum/Jahr    | Rang | Wettbewerb                           | Austragungsort   | Zeit      | Bemerkung |
| ------------- | ---- | ------------------------------------ | ---------------- | --------- | --- |
| 22. Juni 2014 | 2    | Ironman 70.3 Mont-Tremblant          | Mont-Tremblant   | 04:20:53  | |
| 3. Mai 2014   | 5    | Ironman 70.3 St. George              | St. George       | 04:23:21  | US-Championships                                                                                               |
| 15. Mai 2011  | 2    | Revolution3 Knoxville                | Knoxville        | 02:04:09  | |
| 17. Apr. 2011 | 1    | Ironman 70.3 New Orleans             | New Orleans      | 03:40:15  | Witterungsbedingt wurde das Rennen auf verkürztem Kurs – ohne die Schwimmdistanz – ausgetragen.                |
| 13. Nov. 2010 | 8    | Ironman 70.3 World Championship      | Clearwater       | 04:20:55  | |
| 8. Aug. 2010  | 1    | Ironman 70.3 Boulder                 |                  | 04:19:46  | |
| 12. Juni 2010 | 1    | Ironman 70.3 Boise                   |                  | 04:25:14  | |
| 10. Mai 2010  | 1    | Revolution3 Knoxville                | Knoxville        |           | |
| 1. Mai 2010   | 1    | Wildflower Triathlon                 | Lake San Antonio | 04:27:53  | Siegerin mit neuem Streckenrekord auf der Mitteldistanz (1,9 km Schwimmen, 90 km Radfahren und 21,1 km Laufen) |
| 14. Nov. 2009 | 1    | Ironman 70.3 World Championship      | Clearwater       | 03:59:33  | Sieg mit neuem Streckenrekord und der bisher schnellsten bei Frauen je erzielten Zeit auf dieser Distanz       |
| 14. Juni 2009 | 2    | UK Ironman 70.3                      | Somerset         |           | |
| 2009          | 1    | 5430 Long Course Triathlon           | Boulder          |           | |
| 10. Aug. 2008 | 1    | London Triathlon                     | London           | 01:59:03  | |
| 2008          | 2    | UK Ironman 70.3                      | Somerset         |           | zweiter Rang hinter Bella Comerford                                                                            |
| 1. Juni 2008  | 1    | Ironman 70.3 Switzerland             | Rapperswil-Jona  |           | [ 4 ] |
| 9. Sep. 2007  | 2    | Los Angeles Triathlon                | Los Angeles      | 02:03:33  | zweiter Rang hinter Emma Snowsill                                                                              |
| 25. Aug. 2004 | 30   | Olympische Spiele 2004               | Athen            | 002:11:46 | |
| 2000          | 3    | ETU Triathlon European Championships | Stein            |           | Dritter Rang bei der Europameisterschaft über die Kurzdistanz                                                  |

| Datum/Jahr    | Rang | Wettbewerb                        | Austragungsort | Zeit     | Bemerkung                                                                                             |
| ------------- | ---- | --------------------------------- | -------------- | -------- | --- |
| 8. Okt. 2011  | DNF  | Ironman Hawaii                    | Hawaii         | –        | Rennabbruch auf der Laufstrecke                                                                       |
| 26. Juni 2011 | 1    | Ironman Coeur d’Alene             | Idaho          | 09:16:40 | Sieg mit neuem Streckenrekord                                                                         |
| 12. März 2011 | 1    | Abu Dhabi International Triathlon | Abu Dhabi      | 07:14:23 | Julie Dibens verteidigte ihren Sieg aus dem Vorjahr erfolgreich vor der Schweizerin Caroline Steffen. |
| 9. Okt. 2010  | 3    | Ironman Hawaii                    | Hawaii         | 09:10:04 | [ 8 ]                                                                                                 |
| 13. März 2010 | 1    | Abu Dhabi International Triathlon | Abu Dhabi      | 07:08:25 | 3 km Schwimmen, 200 km Radfahren und 20 km Laufen                                                     |

| Datum/Jahr    | Rang | Wettbewerb                   | Austragungsort      | Zeit     | Bemerkung                                                                                  |
| ------------- | ---- | ---------------------------- | ------------------- | -------- | ------------------------------------------------------------------------------------------ |
| 24. Okt. 2010 | 2    | Xterra World Championships   | Maui                | 02:59:32 | Vize-Weltmeisterin Cross-Triathlon, hinter der US-Amerikanerin Shonny Vanlandingham        |
| 25. Okt. 2009 | 1    | Xterra World Championships   | Maui                | 02:56:42 | Dibens holte sich zum dritten Mal in Folge den Weltmeistertitel im Cross-Triathlon.        |
| 26. Okt. 2008 | 1    | Xterra World Championships   | Maui                | 03:03:57 |                                                                                            |
| 23. Aug. 2008 | 1    | Xterra Austria Championships | Klopeiner See       | 02:52:21 |                                                                                            |
| 21. Juni 2008 | 1    | Xterra UK Championships      | Neath Valley, Wales |          |                                                                                            |
| 28. Okt. 2007 | 1    | Xterra World Championships   | Maui                | 03:01:24 | Weltmeisterin Cross-Triathlon (1,5 km Schwimmen, 32 km Mountainbike und 12 km Geländelauf) |
| 16. Sep. 2007 | 1    | Xterra UK Championships      | Neath Valley, Wales |          |                                                                                            |

(DNF – Did Not Finish)